# Aetholix litanalis
Aetholix litanalis là một loài bướm đêm trong họ Crambidae.